# Saint-Eusèbe-en-Champsaur

Saint-Étienne-en-Dévoluy este o comună în departamentul Hautes-Alpes, Franța. În 2015 avea o populație de 150 de locuitori.